# Blaeu (familie)

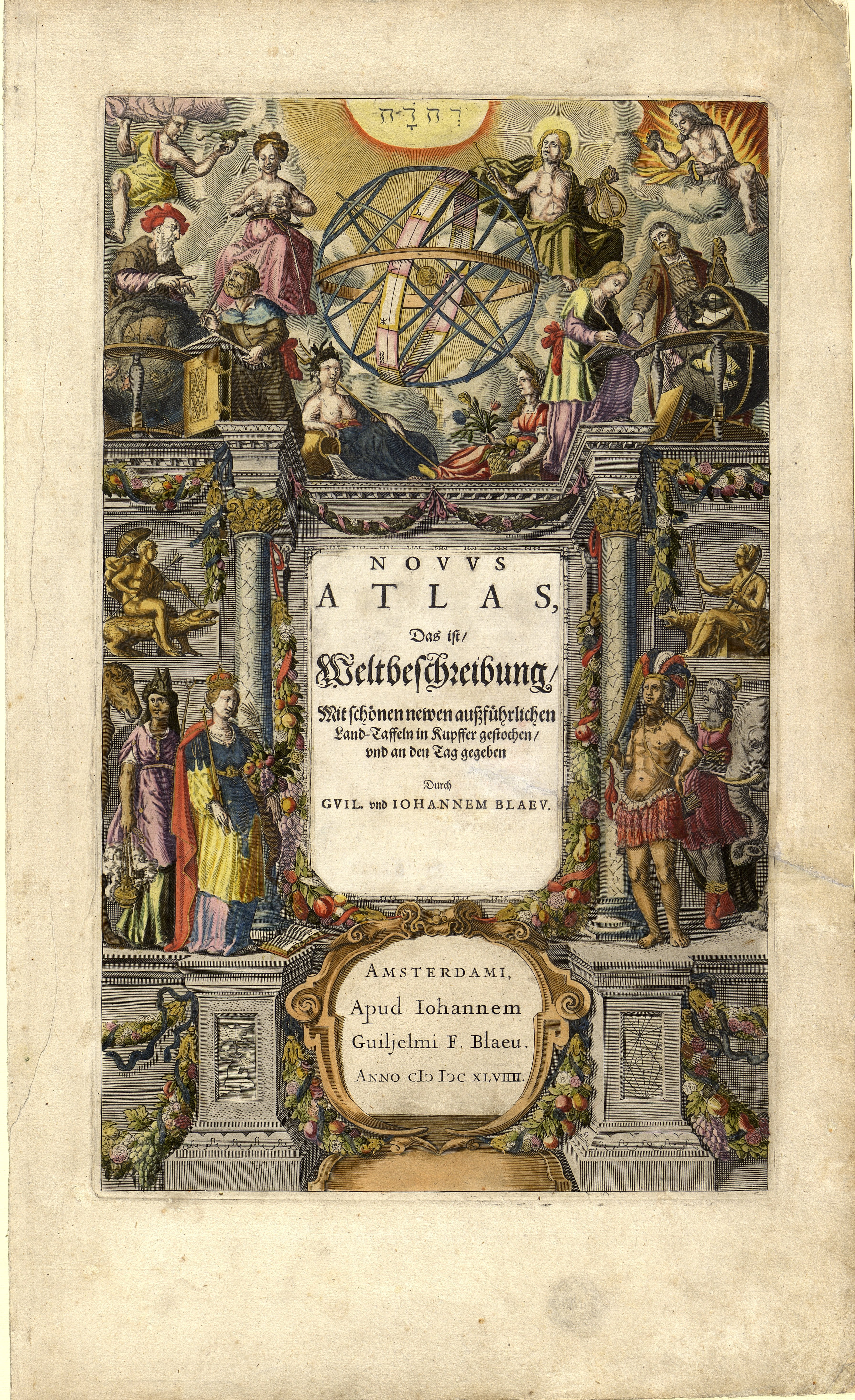
Titelpagina van de atlas van Blaeu, 1649

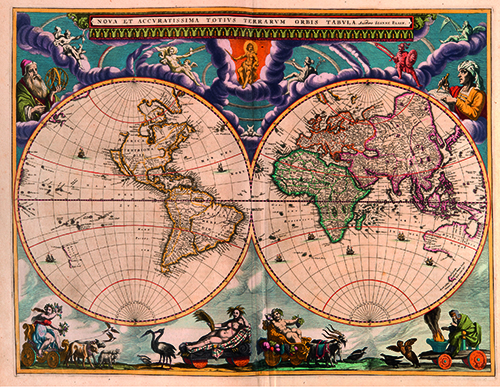
Atlas Maior, 1662, uit de collectie van The Phoebus Foundation

De familie Blaeu is een Amsterdamse familie van cartografen, drukkers en uitgevers.

## Eerste generaties.
Naamgever van de familie Blaeu was Willem Jacobsz, geboren rond 1500 op het eiland Wieringen, grootvader van Willem Jansz Blaeu. Willem Jacobsz had de bijnaam blauwe Willem. 
Willem Jacobsz vestigt een haringhandel in een huis aan de Nieuwendijk (huidig nr. 19) met een pakhuis daarachter, dat bereikbaar was vanaf het IJ. Zoon Jacob Willemsz nam deze handel over bij overlijden van zijn vader. Na diens overlijden werd het pand en de handel verkocht aan schoonzoon Cornelis Hooft, die met dochter Anna gehuwd was.
Zoon Jan Willemsz, ook haringhandelaar, vestigt zich in eerste instantie in Uitgeest en later in Alkmaar. Dit is de vader van de latere globemaker en cartograaf Willem Jansz Blaeu, geboren in 1571.

## Cartografenfamilie
De cartografenfamilie begon met Willem Jansz Blaeu (1571-1638), die rond 1595 bij Tycho Brahe zich bekwaamde in het maken van nautische instrumenten en globes, waarin hij in Amsterdam een handel begon. Later legde hij zich vooral toe op het maken en uitgeven van landkaarten. In 1635 gaf hij de eerste editie uit van een beroemde atlas, toen nog de Atlas Novus genoemd.
Na Willems dood werden het bedrijf en de atlas voortgezet door zijn zonen Joan (~1599-1673) en Cornelis (~1610-1644). Hij gaf in 1662 de Atlas Maior uit, een uitgebreide nieuwe editie van de atlas van 1635, en wellicht het grootste cartografische werk van de 17e eeuw. Hij was ook lid van het vroedschap en later schepen van Amsterdam. Een brand in 1672 vernietigde een groot deel van de bezittingen van Blaeu.
Na de dood van Joan werden de drukkerij en winkel verkocht, maar zijn zoons Joan (1650-1712) en Pieter (1637-1706) bleven zich met de uitgeverij bezighouden.